# آوارایر
آوارایر (ارمنی: Ավարայր) روستایی در منتهی‌الیه شمال غربی ایران در جنوب غربی شهر ماکو واقع شده است.شهرت این روستا برای خیزش مردم ارمنی علیه ایرانیان و متعاقب آن وقوع نبرد آوارایر در آن است.